# Terrapleno de Universitetskaya

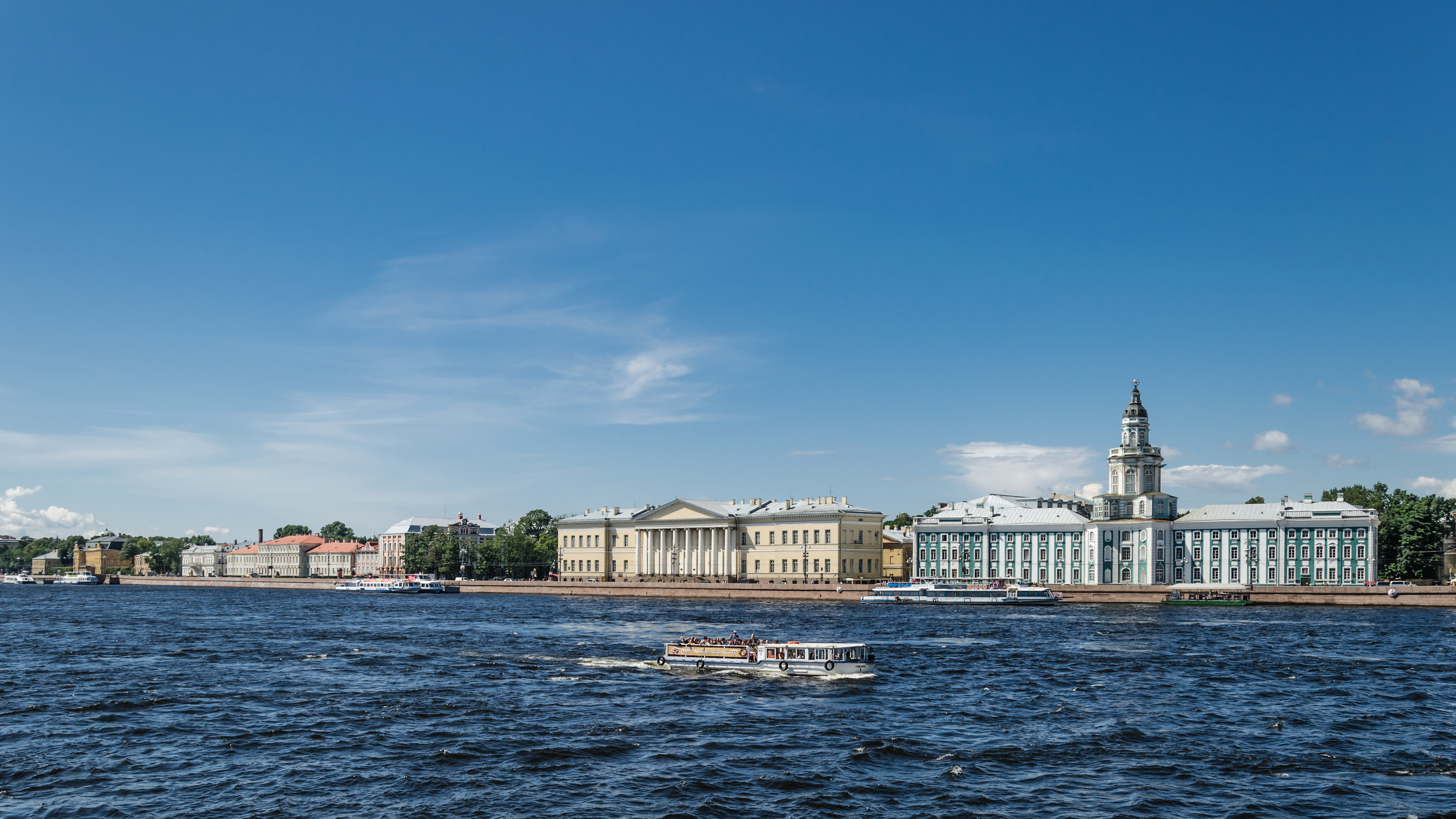
Terraplano da Universitetskaya

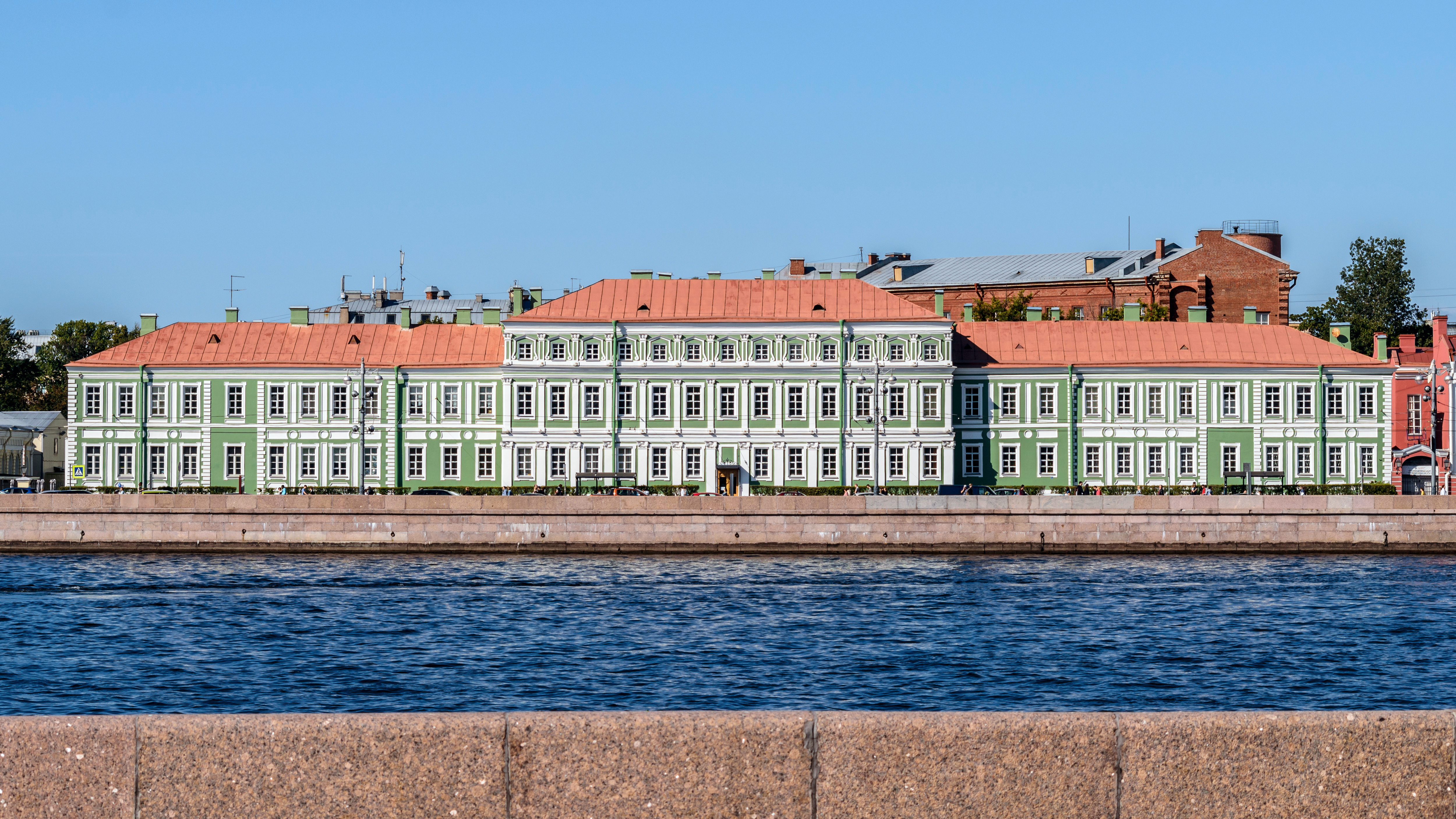
Universidade Estatal de São Petersburgo

O Terrapleno de Universitetskaya (em russo: Университетская набережная) é um terrapleno de 1,2 quilômetros ao longo da margem direita do Grande Neva, um distributário do rio Neva, na Ilha de Vassiliev em São Petersburgo, na Rússia. Começando na ponta da Ilha de Vasiliev, e se estendendo entre a Ponte do Palácio e a Ponte Blagoveshchensky.
O terrapleno foi feito com granito em 1805-1810 (parte oriental), 1831-1834 (parte ocidental) e os nos anos 1850 (perto da ponte de Blagoveshchensky). Possui um conjunto de edifícios Barroco-Petrinos do início do século XVIII, incluindo o Kunstkamera, os Doze Colégios, o Palácio Menchikov, e também o edifício neoclássico da Academia de Artes da Rússia.
O terrapleno foi anteriormente ligado à margem esquerda através da Ponte Isaakiyevsky Pontone, construída em 1819-1841 na frente da Praça do Senado.
Um dos campus da Universidade Estatal de São Petersburgo (hospedada nos Doze Colégios e vários outros edifícios), a sede de São Petersburgo da Academia de Ciências da Rússia, Museu Pedro o Grande de Antropologia e Etnografia (hospedado no Kunstkamera) e o Museu Zoológico são todos situados ao longo do terrapleno.
O terrapleno foi nomeado por causa da universidade em 1887.